# 维勒科南
维勒科南（法語：Villeconin，法語發音：[vilkɔnɛ̃] ⓘ）是法国法兰西岛大区埃松省的一个市镇，属于埃唐普区。

## 地理
维勒科南（48°30'49"N, 2°7'25"E）面积14.45 平方千米，位于法国法蘭西島大區埃松省，该省份为法国北部内陆省份，北起上塞纳省和马恩河谷省，西接厄尔-卢瓦省和伊夫林省，南至卢瓦雷省，东临塞纳-马恩省。
与维勒科南接壤的市镇（或旧市镇、城区）包括：圣谢龙、布瓦西勒塞克、布里耶尔莱塞莱、绍富尔莱塞特雷希、埃特雷希、塞迈斯、苏济拉布里什。

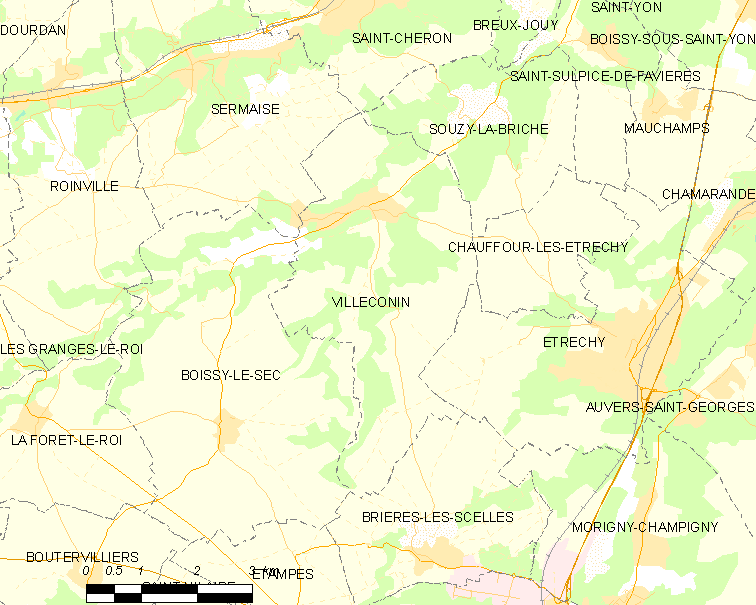
维勒科南的OSM定位图

维勒科南的时区为UTC+01:00、UTC+02:00（夏令时）。

## 行政
维勒科南的邮政编码为91580，INSEE市镇编码为91662。

## 政治
维勒科南所属的省级选区为杜尔当县。

## 人口

1962-2008年间维勒科南人口变化图示

维勒科南于2022年1月1日时的人口数量为768人。